# Gerhard Morell
Gerhard Heinrich Matthias Morell, född ungefär år 1710 i Köpenhamn, död där 28 maj 1771, var en dansk konsthandlare och kunglig konstkammarförvaltare. Stora delar av det nuvarande Statens Museum for Kunsts äldre samling blev inköpt av Morell.

## Karriär
Gerhard Morell var son till en Anna Dorothea (gift andra gången före 1746 med Thomas Nicolaus Holschmacher). Enligt uppgift var Morell utbildad till konstmålare, men inga verk av honom är kända. Han måste tidigt ha fokuserat på konsthandeln som sitt metier, för 1745 utnämndes Morell till kabinettinspektör hos markgreven av Bayreuth, förmodligen drottning Sophie Magdalenas bror Fredrik Ernst. Morell uppehöll sig mycket i utlandet, särskilt i Hamburg, där han 1746 tog borgarskap som ättiksbryggare. Han flyttade sedan till Köpenhamn och trädde i kungens tjänst. Från omkring år 1756 sålde Morell betydande konstverk till kungen och lade 1759 fram en plan för inrättandet av ett konstgalleri på Christiansborgs slott. Galleriet skulle innehålla dels utvalda verk från Kunstkammeret, dels nyinköpta verk. Fredrik V godtog planen, och Morell reste samma år till Nederländerna med respass som kungens "thecnophylacii director" (chef för kungens konstsamling) och lovades samtidigt att efterträda konstkammarförvaltaren Johann Salomon Wahl. År 1763 var han återigen på inköpsresa i utlandet, och 1762 satte Morell ingång inrättandet av det stora galleriet på Christiansborg, som färdigställdes 1764. Fram till den förödande slottsbranden 1794 var Morells samling känd även  utomlands. År 1767 krönte han verket och gav den nya kungen Kristian VII en handskriven katalog över samlingen.

## Bedömning
Morells betydelse kan knappast överskattas, eftersom han var ansvarig för upprättandet av den första utsökt kurerade konstsamlingen i Danmark. Samtidigt hade han ett gott ekonomiskt sinne, och under åren 1757–1764 skaffade han exempelvis för ett blygsamt pris – över 10 000 rigsdaler – omkring 200 gamla målningar, däribland många av konstmuseets mästerverk. År 1765 blev han kunstkammerforvalter, men då han tillträdde hade han redan utfört sitt livsverk. Lorenz Spengler blev hans efterträdare. Morell stod inte bara i kungens tjänst, utan förmedlade också målningar åt sin tids andra stora samlare: Otto Thott, Johan Ludvig Holstein och Adam Gottlob Moltke, vars samling han också katalogiserade.
År 1741 fick en italienare vid namn Michael Morell ett danskt respass utomlands som konsthandlare. Om det finns en familjerelation är inte känt.
Den 25 januari 1746 gifte sig Morell med Maria Elisabeth Deroden (cirka 1707, kanske i Tønder – 17 augusti 1772 på Charlottenborg, först gift med Jakob Hahn). Styvmor (?): Joanne Marguerite Deroden (1705–1759).
Han ligger begravd i Sankt Petri Kyrka i Köpenhamn.